# Логофет, Геннадий Олегович
Генна́дий Оле́гович Логофе́т (15 апреля 1942, Москва — 5 декабря 2011, Москва) — советский футболист и футбольный тренер. Вступал на позиции защитника, всю свою карьеру игрока провёл в московском «Спартаке».

## Биография

### Детство и юность
Родился Геннадий в Москве 15 апреля 1942 года в спортивной семье. Отец — Логофет, Олег Николаевич (1917—1995), мастер спорта по пулевой стрельбе, фехтованию и современному пятиборью, профессор, кандидат педагогических наук. Мать — Нина Андреевна (1920—2001) — судья международной категории по гимнастике. Геннадий Логофет продолжил семейные спортивные традиции, с детства полюбив футбол. Это увлечение заметили родители и всячески поощряли юношу.
В 1956 году Геннадий попал в футбольную школу молодёжи (ФШМ) — организацию, объединяющую юных талантливых футболистов Москвы. Одним из первых тренеров Логофета стал Константин Бесков, с которым Геннадий впоследствии ещё пересекался на футбольном поприще, уже будучи тренером.
В 1959 году молодым защитником заинтересовались сразу два столичных клуба ЦСК МО и «Спартак». Геннадий Логофет, с детства болеющий за «красно-белых», без колебаний сделал свой выбор, которому был верен в ходе всей своей игровой карьеры.

### Карьера футболиста
Всю свою игровую карьеру провёл в одном клубе — «Спартак» Москва. Участник чемпионата мира 1970 и чемпионата Европы 1968. Мастер спорта.
В 1971 году Логофет в финале Кубка СССР с ростовским СКА сравнял счёт за 20 секунд до финального свистка. На следующий день «Спартак» в переигровке победил и завоевал кубок.
Капитан «Спартака» с 1971 по 1974 год. На момент завершения карьеры в 1975 году был рекордсменом «Спартака» по количеству проведённых матчей. Только через 10 с лишним лет Логофета по этому показателю опередили Фёдор Черенков и Ринат Дасаев.
В составе сборной СССР — участник Олимпийских игр 1964 года, чемпионата Европы 1968 года и чемпионата мира 1970.
Статистика выступлений на клубном уровне:
| Год   | Чемпионат СССР | Чемпионат СССР | Кубок СССР | Кубок СССР | Международные | Международные |
| Год   | матчи          | голы           | матчи      | голы       | матчи         | голы          |
| ----- | -------------- | -------------- | ---------- | ---------- | ------------- | ------------- |
| 1961  | 1              | 0              | -          | -          | -             | -             |
| 1962  | 25             | 1              | -          | -          | -             | -             |
| 1963  | 31             | 5              | 5          | 2          | -             | -             |
| 1964  | 23             | 5              | 5          | 1          | -             | -             |
| 1965  | 19             | 0              | 5          | 0          | -             | -             |
| 1966  | 32             | 2              | 2          | 0          | 4             | 1             |
| 1967  | 27             | 1              |            | 0          | -             | -             |
| 1968  | 32             | 4              | 1          | 0          | -             | -             |
| 1969  | 32             | 4              |            | 0          | -             | -             |
| 1970  | 22             | 2              | 1          | 0          | 2             | 0             |
| 1971  | 27             | 1              | 8          | 2          | 4             | 0             |
| 1972  | 26             | 1              | 10         | 2          | 3             | 0             |
| 1973  | 17             | 0              | 5          | 0          | 2             | 0             |
| 1974  | 28             | 1              | 6          | 0          | 1             | 0             |
| 1975  | 7              | 0              | -          | -          | -             | -             |
| Всего | 349            | 27             | 48         | 7          | 16            | 1             |

Игры за сборную СССР:
| №  | Дата       | Матч                     | Сыграно |
| -- | ---------- | ------------------------ | ------- |
| 1  | 22.09.1963 | Венгрия — 1:1            | 90      |
| 2  | 11.10.1964 | Австрия — 0:1            | 45      |
| 3  | 04.11.1964 | Алжир — 2:2              | 90      |
| 4  | 29.11.1964 | Болгария — 0:0           | 90      |
| 5  | 16.05.1965 | Австрия — 0:0            | 41      |
| 6  | 27.06.1965 | Дания — 6:0              | 90      |
| 7  | 04.07.1965 | Бразилия — 0:3           | 45      |
| 8  | 06.09.1967 | Финляндия — 5:2          | 90      |
| 9  | 01.06.1968 | ЧССР (олимпийская) — 0:3 | 90      |
| 10 | 05.06.1968 | Италия — 0:0             | 120     |
| 11 | 08.06.1968 | Англия — 0:2             | 90      |
| 12 | 20.02.1970 | Перу — 2:0               | 90      |
| 13 | 26.02.1970 | Мексика — 0:0            | 90      |
| 14 | 06.05.1970 | Болгария — 0:0           | 90      |
| 15 | 31.05.1970 | Мексика — 0:0            | 90      |
| 16 | 14.06.1970 | Уругвай — 0:1            | 36      |

### Тренерская работа
В 1976 году после завершения игровой карьеры Геннадий Логофет стал слушателем Высшей школы тренеров, которая как раз начала свою работу. Вместе с Геннадием Олеговичем учились такие известные футболисты и тренеры, как Эдуард Малофеев, Виктор Прокопенко, Кахи Асатиани.
После обучения в 1978 году была стажировка в Италии — по одной неделе в «Торино» и «Милане», а затем по распределению Логофет стал вторым тренером молодёжной сборной СССР. Вскоре после этого Геннадий Олегович попробовал свои силы и в роли главного тренера, возглавив только что созданную перед этим вторую сборную СССР.
С 1980 по 1982 год он работал помощником Бескова в первой сборной СССР.
В 1984 году Геннадий дебютировал в роли главного тренера на клубном уровне. Он возглавил «Таврию» и отправился вместе с семьёй в Симферополь. Затем было возвращение в столицу и работа начальником команды «Красная Пресня». После была взята пауза, которая в 1992 году прервалась тренерской работой в Объединённых Арабских Эмиратах. В течение года Логофет работал вместе с Юрием Морозовым в местной команде «Шарджа».
Затем последовала ещё одна продолжительная пауза в тренерской работе, пока в 2000 году Логофета не позвал в тренерский штаб родного «Спартака» Олег Романцев. Спустя ещё несколько лет был трёхлетний период работы в московском любительском клубе «Маккаби» с 2005 по 2008 год.

### Другая деятельность
С 1992 по 1995 год Логофет работал в «Моспрофспорте», занимал должность директора по спортивным и общественным связям «Русско-испанского дома».
С 1996 года являлся президентом компании «Гол-экология», строящей экологически чистые поля для футбола.
С 1996 по 2000 и с 2001 года — президент клуба ветеранов «Спартака».
С 2000 года — член футбольного комитета ФИФА.
Логофет неоднократно приглашался на советское и российское телевидение. Легенда «Спартака» провёл в роли комментатора весь чемпионат Европы 1992 года, комментировал многие другие турниры и матчи.
В 2004 году участвовал в телеигре «Сто к одному», играя за команду звёзд «Спартака» против редакции журнала «Мой футбол».
Учился в институте иностранных языков, владел английским и итальянским языками.
Умер 5 декабря 2011 года в Москве. 8 декабря 2011 года был похоронен на Донском кладбище.

## Достижения
- Чемпион СССР: 1962, 1969
- Обладатель Кубка СССР: 1963, 1965, 1971
- Победитель Всемирных спортивных игр молодёжи и студентов: 1962
- В списке «33 лучших футболистов СССР» — 5 раз (под № 2: 1962, 1969, 1974; под № 3: 1964, 1970)
- Финалист Кубка СССР (1972 год)
- Серебряный призёр чемпионата СССР (1963, 1968 и 1974)
- Бронзовый призёр чемпионата СССР (1970)

## Семья
- Супруга — Кислова Надежда Михайловна
- Брат — Логофет Дмитрий Олегович (1947 года рождения)
- Дочь от первого брака — Логофет Кира Геннадьевна (1966 года рождения)
- Сын от второго брака — Логофет Вадим Геннадьевич (1979 года рождения), банковский деятель[11]
- Внуки: Мария, Лев, Марк (от дочери), Никита (от сына)